# アンディ・ウィリアムス (サッカー選手)
アンディ・ウィリアムス（Andy Williams、1977年9月23日 - ）は、カナダ・トロント出身の元プロサッカー選手。元サッカージャマイカ代表。現役時代のポジションはMF。

## 来歴
カナダのトロントにてサッカー選手ボビー・ウィリアムズの息子として生まれ、ジャマイカのキングストンで育った。
アメリカのロードアイランド大学卒業後、ジャマイカに戻りプロデビュー。1998年にコロンバス・クルーに移籍して以降はアメリカでキャリアを重ねた。
2011年12月、レアル・ソルトレイクとの契約満了を機に引退を宣言。2014年からはソルトレイクにコーチングスタッフとして在籍している。
ジャマイカ代表では歴代9位となる97キャップを達成。1998年にはワールドカップに出場した。

## 所属クラブ
- ロードアイランド大学 1994-1997
- レアル・モナFC 1997
- ハーバー・ビューFC 1998
- コロンバス・クルー 1998-1999
- マイアミ・フュージョン 2000
- ニューイングランド・レボリューション 2001-2002
- メトロスターズ 2002
- シカゴ・ファイアー 2003-2004
- レアル・ソルトレイク 2005-2011

## 代表歴

### 出場大会
- ジャマイカ代表
  - 1998 CONCACAFゴールドカップ
  - 1998 FIFAワールドカップ
  - 2000 CONCACAFゴールドカップ
  - 2003 CONCACAFゴールドカップ
  - 2005 CONCACAFゴールドカップ
  - 2006 FIFAワールドカップ・北中米カリブ海予選

### 試合数
- 国際Aマッチ 106試合 21得点（1997年-2008年）[6]

| ジャマイカ代表 | 国際Aマッチ | 国際Aマッチ |
| 年             | 出場        | 得点        |
| -------------- | ----------- | ----------- |
| 1997           | 14          | 3           |
| 1998           | 13          | 2           |
| 1999           | 3           | 0           |
| 2000           | 11          | 2           |
| 2001           | 14          | 3           |
| 2002           | 5           | 0           |
| 2003           | 12          | 3           |
| 2004           | 14          | 3           |
| 2005           | 9           | 3           |
| 2006           | 0           | 0           |
| 2007           | 0           | 0           |
| 2008           | 11          | 2           |
| 通算           | 106         | 21          |